# Tim Harvey
Tim Harvey, född 20 november 1961 i Farnborough i England, är en brittisk racerförare.

## Racingkarriär
Harvey tävlade i sportvagnar och blev klassvinnare i Le Mans 24-timmars 1987. Han är dock mest berömd för sina säsonger i BTCC, där han blev trea 1990 och vann 1992. Han tog sin andra racingtitel i karriären när han vann Porsche Carrera Cup Great Britain 2008. Han har även blivit tvåa i den serien två gånger.